# اردیان (شرکت)
اردیان (انگلیسی: Ardian) شرکت سرمایه‌گذاری فرانسوی است، که در سال ۱۹۹۶ تأسیس شد.